# Mechanic: Resurrection
Mechanic: Resurrection er en amerikansk action thrillerfilm instrueret af Dennis Gansel med manuskript af Philip Shelby og Tony Mosher og en historie af Shelby og Brian Pittman. Det er efterfølgeren til The Mechanic fra 2011, som er en genindspilning af filmen fra 1972 af samme navn. Filmen har Jason Statham, Tommy Lee Jones, Jessica Alba og Michelle Yeoh på rollelisten.
Mechanic: Resurrection havde premiere i Hollywood 22. august, 2016, og blev udgivet i biograferne 26. august 2016. Den fik hovedsageligt negative anmeldelser, men på trods af dette var det en økonomisk succes, da den indspillede for $125,8 mio. mod et budget på $40 mio.

## Medvirkende
- Jason Statham som Arthur Bishop
- Jessica Alba som Gina Thornton
- Tommy Lee Jones som Max Adams
- Michelle Yeoh som Mei
- Sam Hazeldine som Riah Crain
- John Cenatiempo som Jeremy Cocs
- Toby Eddington som Adrian Cook
- Femi Elufowoju Jr. som Marlon Krill
- Francis Tonkala Tamouya som Nuujib "The Slender Psycho"
- Rhatha Phongam som Renee Tran, Crain's Courier
- Anteo Quintavalle som Frank, Crain's Thug
- Aaron Brumfield som Adams' Head of Security
- Vithaya Pansringarm som Prison Warden
- Soji Ikai som Skinny Prisoner
- Natalie Burn som BBC Reporter
- Raicho Vasilev som Fletcher, Crain's Guard (ukrediteret)
- Dylan Farrell som Young Arthur Bishop (ukrediteret)

## Eksterne Henvisninger
- Mechanic: Resurrection på Internet Movie Database (engelsk)
- Mechanic: Resurrection på Filmdatabasen
- Mechanic: Resurrection på AlloCiné (fransk)
- Mechanic: Resurrection på MovieMeter (nederlandsk)
- Mechanic: Resurrection på AllMovie (engelsk)
- Mechanic: Resurrection på Turner Classic Movies (engelsk)
- Mechanic: Resurrection på The Movie Database (engelsk)
- Mechanic: Resurrection på Rotten Tomatoes (engelsk)
- Mechanic: Resurrection på Metacritic (engelsk)
- Mechanic: Resurrection på Box Office Mojo (engelsk)